# Parisio (santo)
Parisio (Bologna?, 1160 – Treviso, 11 giugno 1267) è stato un religioso e santo italiano.
Appartenne all'ordine camaldolese e fu apprezzato direttore spirituale. Viene venerato dalla Chiesa cattolica.

## Biografia
Si ritiene che Parisio sia nato nel 1160, forse a Bologna. All'età di dodici anni entrò nell'ordine camaldolese.
Poco dopo essere stato ordinato sacerdote nel 1191, Parisio fu nominato direttore spirituale delle monache dell'ordine presso il monastero di Santa Cristina in Treviso. Rimase in questo ministero per i restanti settanta - o forse ottanta - anni della sua vita. Durante tale periodo fu incaricato anche di avviare la fondazione di un nuovo monastero femminile a Bologna. Per il tempo necessario alternò la sua presenza tra le due comunità, per poi rimanere definitivamente a Treviso.
Durante la sua vita, molti miracoli furono attribuiti alla sua intercessione, insieme al dono della profezia.
Dopo la sua morte ultracentenaria fu sepolto nella chiesa del monastero, che da allora cominciò ad aggiungere il nome del santo a quello di santa Cristina, fino a poi soppiantarlo. Dal 1810, in conseguenza delle soppressioni napoleoniche, il corpo si trova nella cattedrale di Treviso.
Nella città di Treviso porta il nome di Santa Cristina e San Parisio la piazzetta della erbe che conserva ciò che resta del chiostro di quel monastero, trasportato in città alla fine del XIV secolo.

## Culto
La fama di santità seguita alla morte di Parisio indusse il vescovo Adalberto Ricco ad aprire il processo diocesano, che si concluse con la canonizzazione locale il 25 novembre 1268. Fu venerato come compatrono della città di Treviso con celebrazione annuale fino al 1914, quanto il vescovo Andrea Giacinto Longhin operò una drastica riduzione del Proprio dei santi diocesano, in conformità alla riforma del breviario voluta da Pio X. Il santo è commemorato nell'attuale Martirologio Romano l'11 giugno.